# Theristus agilis
Theristus agilis (syn. Monohystera agilis) is een rondwormensoort uit de familie van de Xyalidae. De wetenschappelijke naam van de soort is voor het eerst geldig gepubliceerd in 1881 door de Man.